# 코다치 우쿄
코다치 우쿄(일본어: 小太刀 右京 고다치 유코[*], 1979년 4월 1일 ~ )는 게임디자이너 집단팀 배럴 롤의 대표로 프리 게임 디자이너, 라이터, 소설가이다. 오사카부 히라카타시 출신이다.
주로 테이블 토크 RPG(TRPG) 관련 기사의 집필로 알려졌다. 컨슈머 게임의 시나리오와 노벨라이즈도 다루고 있다. 가인인 가스가이 켄은 큰 숙부에 해당한다.

## 개요
원래 문장 쓰기를 지향하고 있어, 2004년에 「이계전기 카오스 플레어」로 제5회 게임·필드 대상 TRPG 부문에 준입선한 것을 계기로 프로 라이터로서 데뷔했다. 이후 다양한 잡지·서적으로 일을 하고 있다.
2008년부터 텔레비전 애니메이션 「마크로스 F」관련 노벨라이즈를 맡았으며, 그 후 게임 「마크로스 30 은하를 잇는 노랫소리」, 텔레비전 애니메이션 「마크로스 』」라고 하는 복수 작품의 각본·소설판의 집필을 맡고 있다.
2012년에는 텔레비전 애니메이션 「기동전사 건담 AGE」의 노벨라이즈를 다루었다.
2013년 말에 특별 애니메이션 「열풍해륙 브시로드」에 각본으로서 참가, 애니메이션의 각본가로도 활동을 하게 되었고, 2015년에는 TRPG 「레드 드래곤」의 미디어 믹스 기획 「케이오스 드래곤 적룡전역」에서 첫 시리즈 구성을 맡는다.

## 인물상
시스템 디자이너 미와 기요무네와는 데뷔 전부터 짝꿍 사이였다.

## 작품 목록

### 테이블 토크 RPG
- 異界戦記カオスフレア（ゲームデザイン。三輪清宗と共著）
- 天羅WAR（メインライティング）
- メタルヘッド・エクストリーム
- 天下繚乱RPG（プロデュース / ゲームデザイン）
- トワイライトガンスモーク

### 리플레이
- Aの魔法陣リプレイブック〜式神の魔法陣編〜
- 異界戦記カオスフレアリプレイ 暁の戦士たち
- 異界戦記カオスフレアリプレイ リオフレード魔法学院
- 異界戦記カオスフレアリプレイ 世界の卵
- 異界戦記カオスフレアSCリプレイ 神の卵
- ダブルクロス・リプレイ・ストライクシリーズ

### 리플레이 (플레이어 참가)
- Aの魔法陣リプレイブック （氷上さやか）
- Aの魔法陣ルールブック 〜ガンパレード・マーチ篇〜 （稲城リョウ）
- ダブルクロス・リプレイ・トワイライトシリーズ （クリステル・フォン・エッシェンバッハ）
- Replay：天下繚乱RPG 妖異暗躍譚 （片倉小十郎景龍）
- Replay:天下繚乱RPG 女子高生江戸日記 （楊敬次郎）
- Replay:天下繚乱RPG 大江戸妖怪絵巻-雀と少女と名探偵- （片倉小十郎景龍、楊敬次郎）
- Replay:天下繚乱RPG 天下繚乱ギャラクシー-見参、銀河卍丸-（柳生京兵衛）
- Replay:天下繚乱RPG 天下繚乱ギャラクシー2 -卍丸vs宇宙海賊クリスタル妖異-（銀河横綱アンタレス）
- ナイトウィザード・リプレイ 天の光はすべて星 （ユイ・ヴァン）
- アルシャードff・リプレイ 虹の彼方から （ミハエル・ベルクフント）
- アルシャードff・リプレイ 天使がくれた世界滅亡 （ミハエル・ベルクフント）
- ビーストバインド トリニティ・リプレイ 人魔邂逅〜エゴイスティック・ユートピア〜 （竜導ワタル）
- ダンジョンズ&ドラゴンズ・リプレイ 海燕 Around The World （レイフ・ウォード） 『D&D第4版がよく分かる本』収録
- エンゼルギアThe 2nd Edition・リプレイ 歌声は誰がために （エマ・泉・カデンツ） 『GF別冊 混沌の炎』収録
- 異界戦記カオスフレアSC・リプレイ 夢の果実 （エマ・泉・カデンツ） 『GF別冊 混沌の炎』収録
- アルシャードガイア・リプレイ 翼の折れた愛と青春 （ヨータ・ロウ） 『GF別冊 特集SRS'11』収録

### 소설
- 戦場の絆 ISBN 978-4048737371
- マクロスフロンティア Vol.1 クロース・エンカウンター ISBN 978-4044738013
- マクロスフロンティア Vol.2 ブレイク・ダウン ISBN 978-4044738020
- マクロスフロンティア Vol.3 アナタノオト ISBN 978-4044738037
- マクロスフロンティア Vol.4 トライアングラー ISBN 978-4044738044
- バスカッシュ! Vol.1 レジェンド・イズ・デッド ISBN 978-4044738051
- バスカッシュ! Vol.2 ノー・リミット ISBN 978-4044738068
- クイーンズブレイド リベリオン 1 気高き誓い ISBN 978-4894258877
- マクロスF フロンティア・メモリーズ ISBN 978-4044738075
- マクロスF フロンティア・ダイアリーズ ISBN 978-4044738082
- 劇場版マクロスF（上） イツワリノウタヒメ ISBN 978-4044738099
- 劇場版マクロスF（下） サヨナラノツバサ ISBN 978-4044738105
- マクロス・ザ・ライド（上） ISBN 978-4048706544
- マクロス・ザ・ライド（下） ISBN 978-4048861229
- 機動戦士ガンダムAGE（1）スタンド・アップ ISBN 978-4041001479
- 機動戦士ガンダムAGE（2）アウェイクン ISBN 978-4041001806
- 機動戦士ガンダムAGE（3）セカンド・エイジ ISBN 978-4041003541
- 機動戦士ガンダムAGE（4）マーズ・コンタクト ISBN 978-4041003978
- 機動戦士ガンダムAGE（5）ホーム・スイート・ホーム ISBN 978-4041005422
- マクロス30 銀河を繋ぐ歌声 ISBN 978-4048915823
- コードギアス 亡国のアキト1 ISBN 978-4041207758
- コードギアス 亡国のアキト2 ISBN 978-4041209394
- コードギアス 亡国のアキト3 ISBN 978-4041039649
- NARUTO -ナルト- 我愛羅秘伝 ISBN 978-4087033649
- BORUTO -NARUTO THE MOVIE- ISBN 978-4087033731
- マクロスΔ 1 アル・シャハルの少女 ISBN 978-4063815498
- マクロスΔ 2 ウィンダミア空中騎士団 ISBN 978-4063815665

### 드라마 CD
- 길티 기어 이그젝스 드라마 CD 나이트 오브 나이브스 (Vol.2-3)

### 컴퓨터 게임
- 마크로스30 은하를 잇는 노랫소리 (시나리오)
- Fate/EXTELLA LINK (시나리오)

### 소셜 네트워크 게임
- 케이오스 드래곤 혼돈 전쟁 (시나리오)[6]
- Fate/Grand Order (게스트 라이터)

### 각본 협력
- BORUTO -NARUTO THE MOVIE-

### 설정 협력
- 진격의 거인 - 미와 기요무네와 연명.
- 셔먼킹 0-zero-&FLOWERS (シャーマンキング0-zero-&FLOWERS) - 2014년 1월호부터.미와 기요무네(팀배럴롤)와 합동했다.

## 출전
1. ↑  マクロスフロンティア Ｖｏｌ．１　クロース・エンカウンター (KADOKAWAホームページ)。
2. ↑  機動戦士ガンダムＡＧＥ （１）スタンド・アップ (KADOKAWAホームページ)。
3. ↑  “熱風海陸ブシロードアニメ公式ホームページ”. 2019년 2월 13일에 원본 문서에서 보존된 문서. 2022년 7월 7일에 확인함.
4. ↑  TVアニメ『ケイオスドラゴン』公式ホームページInternet Archive 2017/1/28閲覧
5. ↑  “TOHO animation　紹介”. 2019년 12월 18일에 원본 문서에서 보존된 문서. 2022년 7월 7일에 확인함.
6. ↑  “SEGAケイオスドラゴン混沌戦争公式ホームページ”. 2016년 10월 22일에 원본 문서에서 보존된 문서. 2022년 7월 7일에 확인함.